# Robert-Jan Ravensbergen
Robert-Jan Ravensbergen (Katwijk aan Zee, 2 oktober 1978) is een Nederlands voetballer die uitkwam voor FC Volendam, FC Zwolle en HFC Haarlem.

## Statistieken
| Seizoen | Club        | Land      | Competitie     | Wed. | Goals |
| ------- | ----------- | --------- | -------------- | ---- | ----- |
| 1999/00 | FC Volendam | Nederland | Eerste divisie | 31   | 0     |
| 2000/01 | FC Volendam | Nederland | Eerste divisie | 30   | 1     |
| 2001/02 | FC Volendam | Nederland | Eerste divisie | 32   | 0     |
| 2002/03 | FC Zwolle   | Nederland | Eredivisie     | 17   | 0     |
| 2003/04 | FC Zwolle   | Nederland | Eredivisie     | 31   | 0     |
| 2004/05 | FC Zwolle   | Nederland | Eerste divisie | 27   | 0     |
| 2005/06 | HFC Haarlem | Nederland | Eerste divisie | 28   | 1     |
| 2006/07 | HFC Haarlem | Nederland | Eerste divisie | 33   | 0     |
| Totaal  | Totaal      | Totaal    | Totaal         | 229  | 2     |